# Krute Ulcinjske
Krute Ulcinjske este un sat din comuna Ulcinj, Muntenegru. Conform datelor de la recensământul din 2003, localitatea are 205 locuitori (la recensământul din 1991 erau 274 de locuitori).

## Demografie
În satul Kruta locuiesc 155 de persoane adulte, iar vârsta medie a populației este de 37,6 de ani (36,7 la bărbați și 38,5 la femei). În localitate sunt 50 de gospodării, iar numărul mediu de membri în gospodărie este de 4,10.
|  |

| Demografie | Demografie | Demografie |
| An         | Locuitori  | Locuitori  |
| ---------- | ---------- | ---------- |
|            |            |            |
|            |            |            |
|            |            |            |
|            |            |            |
| 1948       | 179        |            |
| 1953       | 158        |            |
| 1961       | 167        |            |
| 1971       | 175        |            |
| 1981       | 268        |            |
| 1991       | 274        | 236        |
| 2003       | 225        | 205        |

| \| Componența etnică conform recensământului din 2003[2] \| Componența etnică conform recensământului din 2003[2] \| Componența etnică conform recensământului din 2003[2] \| Componența etnică conform recensământului din 2003[2] \| Componența etnică conform recensământului din 2003[2] \| \| ----------------------------------------------------- \| ----------------------------------------------------- \| ----------------------------------------------------- \| ----------------------------------------------------- \| ----------------------------------------------------- \| \| \| \| \| \| \| \| Albanezi \| Albanezi \| \| 140 \| 68,29% \| \| Muntenegreni \| Muntenegreni \| \| 57 \| 27,8% \| \| Croați \| Croați \| \| 1 \| 0,48% \| \| Iugoslavi \| Iugoslavi \| \| 1 \| 0,48% \| \| necunoscută \| necunoscută \| \| 0 \| 0% \| |              |  |     |        |
| Componența etnică conform recensământului din 2003 |              |  |     |        |
| |              |  |     |        |
| Albanezi | Albanezi     |  | 140 | 68,29% |
| Muntenegreni | Muntenegreni |  | 57  | 27,8%  |
| Croați | Croați       |  | 1   | 0,48%  |
| Iugoslavi | Iugoslavi    |  | 1   | 0,48%  |
| necunoscută | necunoscută  |  | 0   | 0%     |